# Edgar Mejía
Edgar Eduardo Mejía Viruete, surnommé « Chore », est un footballeur mexicain né le 27 juillet 1988 à Guadalajara. Il évolue au poste de milieu défensif avec le FC León en prêt du Chivas de Guadalajara.
Edgar Mejía a atteint la finale de la Copa Libertadores 2010 avec le club des Chivas de Guadalajara.

## Palmarès
- Finaliste de la Copa Libertadores 2010 avec les Chivas de Guadalajara